# Maria Maddalena Postel
Maria Maddalena Postel, al secolo Julie-Françoise-Cathérine (Barfleur, 28 novembre 1756 – Saint-Sauveur-le-Vicomte, 16 luglio 1846), è stata una religiosa francese, fondatrice della congregazione delle Suore delle Scuole Cristiane della Misericordia. Nel 1925 è stata proclamata santa da papa Pio XI.

## Biografia
Figlia di Jean Postel e Thérèse Levallois, nacque nel 1756 in Normandia da una modesta famiglia di pescatori; venne educata presso il monastero delle benedettine di Valognes e nel 1776 fece ritorno nel suo villaggio natale, dove diede vita ad una scuola gratuita per fanciulle povere.
Durante la Rivoluzione francese aiutò numerosi sacerdoti a rifugiarsi in Inghilterra ed organizzò una comunità clandestina di fedeli: nel 1798 entrò nel Terz'Ordine francescano assumendo il nome religioso di Maria Maddalena.
Dopo il concordato stipulato nel 1801 tra papa Pio VII e Napoleone Bonaparte, tornò a dedicarsi all'organizzazione di scuole ispirate al modello di quelle dei Fratelli Lasalliani e, nel 1807, diede vita alla congregazione delle Suore delle Scuole Cristiane della Misericordia (oggi dette, in suo onore, di Santa Maria Maddalena Postel e divise in un ramo francese e in uno tedesco).
Nel 1803 iniziò a restaurare l'antica abbazia benedettina di Saint-Sauveur-le-Vicomte, dove stabilì la casa madre del suo istituto e dove si spense nel 1846, poco prima di compiere 90 anni. Venne chiamata a succederle alla guida della sua congregazione Placide Viel, beatificata da papa Pio XII nel 1951.

## Il culto
Papa Pio X approvò il primo miracolo attribuito all'intercessione di Maria Maddalena Postel con il breve del 22 gennaio 1908: la cerimonia di beatificazione venne celebrata il 17 maggio successivo. È stata canonizzata da papa Pio XI il 24 maggio del 1925.
Il Martirologio Romano riporta il suo nome al 16 luglio.